# Villa Gracieux
La villa Gracieux, commandée à partir de 1952 selon des plans dus à l'architecte Pierre Marmouget, est située à l'intersection des avenues Émile-Zola et du Collège à Royan, en France. L'immeuble est inscrit au titre des monuments historiques en 2007.

## Historique
Le maître d'ouvrage se nomme Georges Gracieux. La parcelle étroite longe dans sa plus grande dimension l'avenue du Collège et est plantée en face du collège Émile-Zola. La villa est achevée en 1960. Un jardinet, posé du côté du collège, constitue l'entrée piétonne qui s'effectue par le portillon au no 22. 
Le bâtiment est inscrit au titre des monuments historiques par arrêté du 7 juin 2007.

## Architecture
Œuvre de l'architecte Pierre Marmouget, la villa, composée sur deux étages, est un modèle de l'architecture moderne au sein d'un quartier, celui du Parc, qui a été assez épargné en 1945.